# Wolverhampton
Wolverhampton je město v anglickém hrabství West Midlands. V roce 2004 měl vlastní Wolverhampton 239 100 obyvatel. Bylo původně tržním městem a v době průmyslové revoluce se stalo i průmyslovým centrem včetně těžby uhlí, vápence a železné rudy. V současnosti tvoří největší podíl průmyslové výroby ve Wolverhamptonu strojírenství a sektor poskytování služeb.

## Historie
Má se za to, že město je pojmenované po saské šlechtičně Wulfurně, která město roku 985 založila. Další možností je pojmenování po místním dánském vojevůdci Wulferovi.
Oblast v okolí Wolverhamptonu byla místem rozhodující bitvy mezi Sasy a Dány roku 963, ve které Sasové zvítězili. Roku 994 založila Wulfurna v tomto místě klášter a věnovala mu půdu. Na těchto pozemcích byl později roku 1425 postaven kostel svatého Petra, na jehož schodech stojí socha věnovaná památce Wulfurny.
Od 13. století se datuje rozvoj Wolverhamptonu, který se stal rušným obchodním centrem. Město bylo důležitým střediskem obchodu s vlnou. Od 16. století se ve Wolverhamptonu rozvíjela průmyslová výroba železných a bronzových předmětů. Roku 1512 sir Stephen Jennys, bývalý starosta Londýna a rodák z Wolverhamptonu, zde založil Wolverhampton Grammar School, jednu z nejstarších stále aktivních škol Velké Británie.
V 19. století byla oblast na jihovýchodě města označována jako Black Country, z důvodu znečištění prachem produkovaným průmyslovými společnostmi, který pokrýval půdu. Ve viktoriánské době se město stalo bohatým průmyslovým centrem hlavně kvůli obrovským zásobám uhlí a železné rudy nacházejícím se v jeho okolí. Toto bohatství se odrazilo ve stavbách honosných sídel z nichž některé, Wightwick Manor, Mount nebo Tettenhall Towers, se dochovaly do současnosti, ale většina ostatních byla zbořena v 60. a 70. letech 20. století.
První automatický světelný semafor v Anglii byl instalován na Princes Square ve Wolvelhamptonu roku 1927. Moderní semafor v tomto místě má design připomínající první verzi světel. První železniční spojení s okolím bylo ve městě zprovozněno roku 1837.

## Geografie
Wolverhampton se nachází na severozápadě svého většího souseda Birminghamu a tvoří druhou největší městskou konurbaci West Midlands. Na sever a na západ se rozkládají Staffordshire a Shropshire.
Město se nachází pod Midlandskou planinou v průměrné výši 120m nad úrovní moře. Městem neprotéká žádná velká řeka, pouze řeky Penk a Tame (přítoky řeky Trent) pramení v jeho okolí.

## Obyvatelstvo
Podle výsledků sčítání obyvatel z roku 2001 měl Wolverhampton 251 462 obyvatel a to včetně oblastí mimo distrikt, což znamenalo 13. největší město Anglie. Etnická struktura obyvatel byla různorodá. Až 22% obyvatel nemělo bělošský původ. Největší část této skupiny obyvatel města tvořili s 12% Indové. Multikulturní charakter obyvatelstva se odráží i ve velkém procentu obyvatel, kteří měli jiné vyznání než křesťanství (13,6% oproti národnímu průměru 5,5%). Největší skupinu tvořili sikhové (7,6%) a hinduisté (3,9%).
Etnický původ (sčítání v roce 2011):
- 68,0% – běloši (64,5% bílí Britové)
- 18,1% – Asiaté
- 6,9% – černoši
- 5,1% – míšenci
- 0,1% – Arabové
- 1,8% – ostatní

Náboženství (sčítání v roce 2011):
- 55,5% – křesťanství
- 3,6% – islám
- 3,7% – hinduismus
- 9,1% – sikhismus
- 0,4% – buddhismus
- 0,0% – judaismus
- 1,2% – ostatní náboženství
- 20,0% – bez vyznání
- 6,4% – neuvedeno

## Ekonomika
Ve Wolverhamptonské ekonomice v minulosti převažovalo strojírenství. V současnosti je ale hlavním odvětvím poskytování služeb, v němž je zaměstnáno necelých 80 % ekonomicky činných obyvatel. Hlavními oblastmi je veřejná správa, vzdělávání a zdravotnictví s 32 %. Doprava, ubytování a stravovací služby zaměstnávají asi 25 % obyvatel a finanční sektor a informační technologie mají asi 14% podíl.
Wolverhampton je také jedním z největších nákupních center West Midlands s ročním obratem asi 380 miliónů liber. Průměrné procento nezaměstnaných bylo v roce 2007 5,1 %.

## Správa
Základy moderní správy města vznikly roku 1777 kdy parlament schválil vytvoření sboru 125 městských komisařů, kterým byla svěřena správa Wolverhamptonu. Městským distriktem byl Wolverhampton ustanoven roku 1849. Roku 1889 se město stalo nezávislým na hrabství.
Většina oblasti Wolverhamptonu je spravována Radou města Wolverhampton, jen některé malé oblasti patří pod Radu distriktu South Staffordshire. Od zrušení Rady hrabství West Midlands je město fakticky samostatným správním celkem (unitary authority). V parlamentu je zastoupeno třemi poslanci volenými v obvodech – Wolverhampton South West, Wolverhampton South East a Wolverhampton North East.

## Doprava

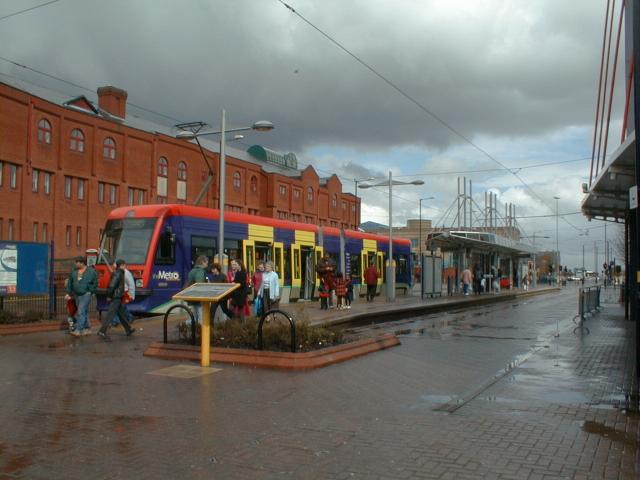
Stanice Midlandského metra ve Wolverhamptonu

V dosahu asi 10 km od města je několik dálnic – M6 vedoucí na severozápad (Manchester, Liverpool, Skotsko a přes M1 Londýn), M5 směřující na jihozápad, M6 a M54 spojnice Wolvehamptonu s Telfordem, Shrewsbury a Walseem.
Železniční stanice ve Wolvehamptonu leží na trati West Coast Main Line. Vyjíždějí z ní pravidelné spoje do Londýna, Birminghamu a Manchesteru. Příměstská železniční doprava je realizována na Cambrian Line, Walsall to Wolverhampton Line, Wolverhampton to Shrewsbury Line a Rugby-Birmingham-Stafford Line.
Autobusové nádraží se nachází poblíž železniční stanice. Hlavním autobusovým dopravcem ve Wolverhamptonu je společnost West Midlands Travel.
Midlandské metro je systém lehké kolejové dopravy, který v současnosti spojuje Wolverhampton, Birmingham, West Bromwich a Wednesbury.
Původní letiště ve Wolverhamptonu bylo otevřeno roku 1938 u Pendefordu a bylo uzavřeno na konci roku 1970. Současné Wolverhamptonské letiště se nachází asi 10 km na jihozápad od města a jedná se o malé civilní letiště. Nejbližším mezinárodním letištěm je Letiště Birmingham asi 40 km jihozápadně od města.

## Kultura
Největším divadlem ve Wolverhamptonu je Grand Theatre na Lichfield Street otevřené roku 1894. Bylo navrženo C. J. Phippsem a dokončeno za šest měsíců. Druhým divadlem je Arena Theatre na Wulfruna Street v areálu Wolverhamptonské univerzity, které pojme 150 diváků.
Městské kulturní centrum, řízené městskou radou, spravuje tři instituce - Wolverhampton Art Gallery galerii s největší sbírkou Pop artu po londýnské galerii Tate, Bantock House krásný historický dům se zachovaným interiérem a muzeem místních památek v přilehlém parku a Bilston Craft Gallery galerii současného umění.
Dne 1. dubna 2014 bylo na jediný den městské nádraží Wolverhampton station přejmenováno na Wolverine station. Tento vtip byl učiněn jako upoutávka na nový film X-Men: Days of Future Past.

## Vzdělání
Ve Wolverhamptonu jsou mimo jiné střední školy Wolverhampton Girls' High School, velmi známá výběrová dívčí škola, Wolverhampton Grammar School, založená roku 1512 a jedna z nejstarších aktivních škol Velké Británie, Royal Wolverhampton School (1850) a St Peter's Collegiate School (1847).
Roku 1835 byl založen Wolverhampton Mechanics' Institute jehož následníkem je současná Wolverhamptonská univerzita, jíž byl udělen status univerzity roku 1992. Hlavní areál této vysoké školy se nachází v centru města.

## Osobnosti města
- Edward Elgar (1857–1934, hudební skladatel
- Evelyn Underhillová (1875–1941), náboženská spisovatelka
- Alfred Noyes (1880–1958), spisovatel
- Enoch Powell (1912–1998), konzervativní politik
- Eric Idle (* 1943), herec, hudební skladatel, spisovatel, filmový producent a režisér, člen komediální skupiny Monty Python
- Noddy Holder (* 1946), zpěvák a kytarista glam/hardrockové skupiny Slade
- Dave Holland (* 1946), jazzový kontrabasista, hudební skladatel a kapelník
- Robert Plant (* 1948), rockový zpěvák (Led Zeppelin)
- Paul Willis (* 1950), kulturní sociolog
- Caitlin Moran (* 1975), spisovatelka a novinářka
- Liam Payne (1993–2024), zpěvák skupiny One Direction
- Scarlxrd (* 1994), rapper
- Matthew Hudson-Smith (* 1994), atlet, běžec

## Partnerská města
- Benátky, Itálie
- Buffalo, New York, USA
- Džalandhar, Indie
- Jacksonville, Florida, USA
- Klagenfurt, Rakousko
- Subotica, Srbsko